# Esenbeckia tepicana
Esenbeckia tepicana är en tvåvingeart som först beskrevs av Townsend 1912.  Esenbeckia tepicana ingår i släktet Esenbeckia och familjen bromsar. Inga underarter finns listade i Catalogue of Life.